# Arab American Vehicles

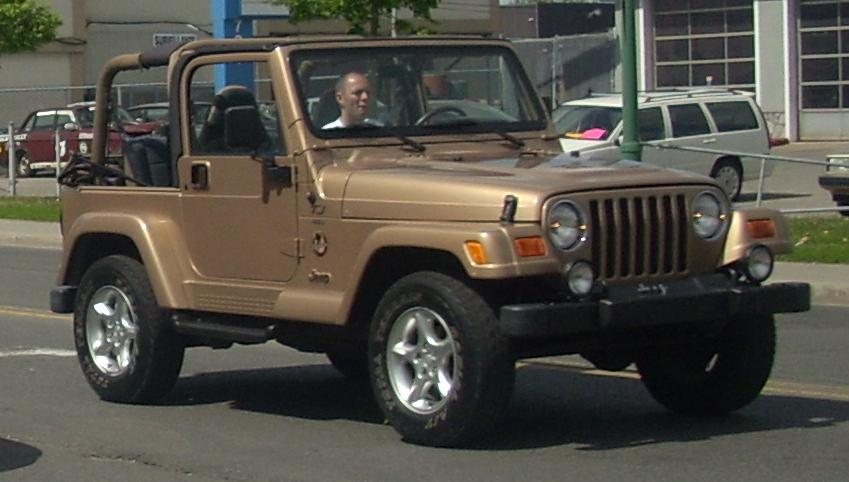
Arab American Vehicles

Arab American Vehicles este o marcă de automobile egipteană cu sediul la Cairo, Egipt. Fondată în anul 1977, compania fabrică diferite automobile sub licență Daimler AG, Kia, Chrysler LLC și Peugeot. Gama actuală de modele constă în: Jeep Cherokee, Jeep AAV TJL (un model bazat pe Wrangler), Kia Spectra, Peugeot 405 și Peugeot 406.